# Alaa Ben Dahnous
Alaa Ben Dahnous, né le 19 janvier 1991, est un footballeur tunisien. Il évolue au poste de défenseur.